# Смоленский авиационный завод
АО «Смоленский авиационный завод» (СмАЗ) — российское авиастроительное предприятие, расположенное в Смоленске.
В советское время, наряду с Саратовским авиационным заводом, был одним из мест серийного производства разработок КБ Яковлева (спортивные Як-18Т, пассажирские Як-42). С 1990-х занимается собственными разработками, однако основной деятельностью завода в настоящее время является ремонт и техническое обслуживание ранее выпущенных лайнеров, поставка комплектующих для других авиационных предприятий. С 2004 года входит в состав корпорации «Тактическое ракетное вооружение».
Численность сотрудников завода для выполнения гособоронзаказа планируется увеличить с 2000 человек в 2021 году до 4300 человек в 2024 году.

## История

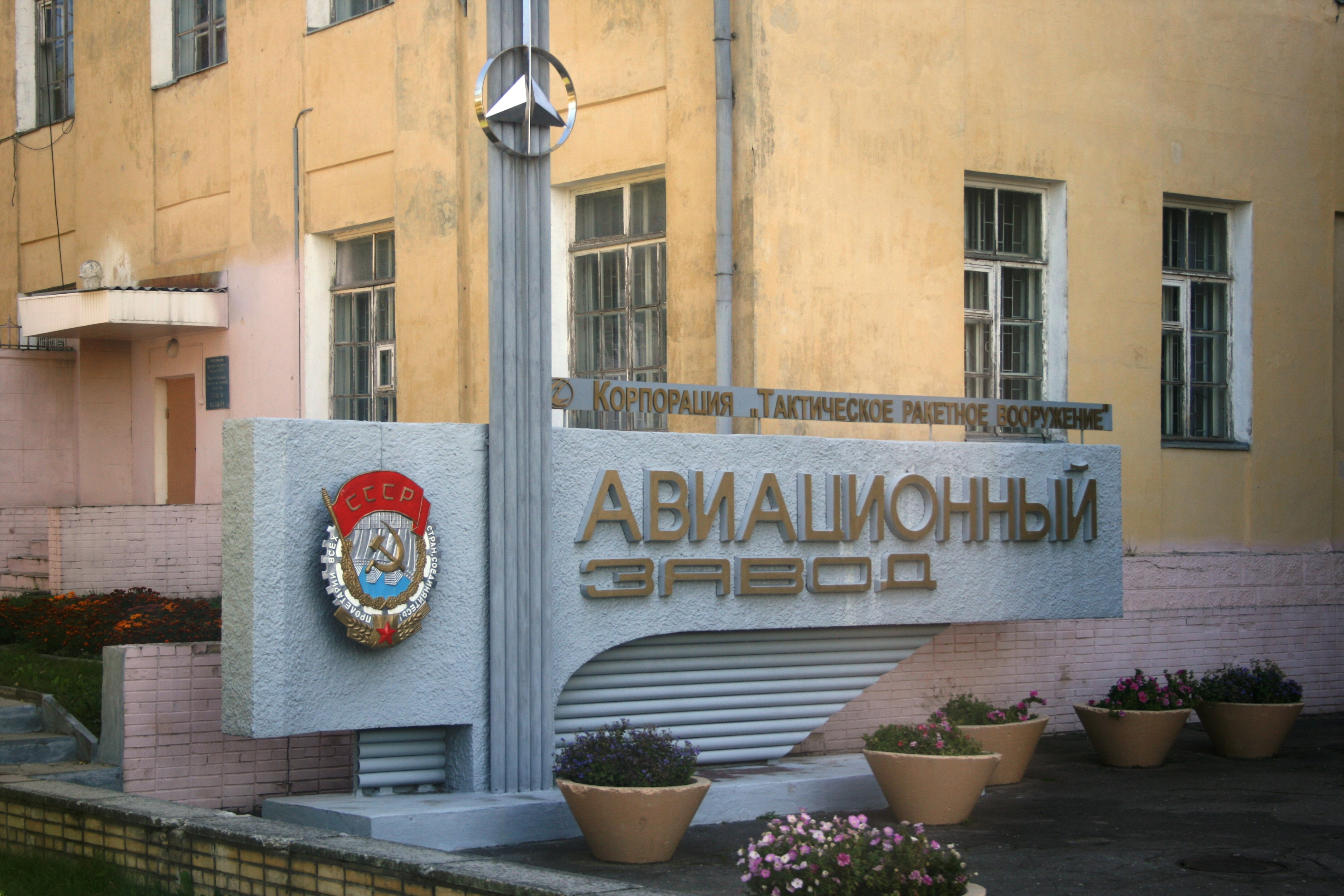
У проходной завода

Наименования Смоленского авиационного завода:
- 1926—1928 годы — ремонтно-авиационный завод № 3
- 1928—1941 годы — завод № 35 НКАП СССР
- 1941—1944 годы — работа в составе завода № 1, г. Куйбышев
- 1944—1966 годы — авиационный завод № 475 НКАП (МАП) СССР (создан в Смоленске в 1944 году на месте эвакуированного завода № 35)[2]
- 1967—1974 годы — Смоленский машиностроительный завод МАП СССР
- 1974—1993 годы — Смоленский авиационный завод МАП СССР
- 1 июля 1993 года предприятие реорганизовано в АООТ «Смоленский авиационный завод»
- В 1996 году предприятие реорганизовано в ОАО «Смоленский авиационный завод»
- С 2015 года — АО «Смоленский авиационный завод»

Идея организации в Смоленске авиазавода принадлежит М. Н. Тухачевскому. Будучи командующим войсками Западного фронта, он в письме от 12 апреля 1923 года просит Смоленский Губисполком оказать помощь в скорейшем оборудовании Смоленского аэродрома, а также отвести помещения Ремвоздухмастерским № 2, которые будут развернуты в авиационный завод. В 1924—1925 годах управлением Промвоздуха был разработан проект постройки в Смоленске ремонтно-авиационного завода, а в конце 1925 года началось строительство, которое велось под руководством А. Д. Муратова. В течение 1925—1926 гг. были выстроены цеха первой очереди: слесарно-механический, деревообделочный, обойный, малярный, моторный, сборочный, электростанция и сушилка. Первым управляющим завода был назначен М. В. Бавтуто.
8 ноября 1926 года состоялось торжественное открытие Смоленского ремонтно-авиационного завода № 3. В том же году была отремонтирована и сдана в эксплуатацию первая партия самолётов и двигателей. Начальник Промвоздуха на заседании бюро ячейки ВКП(б) завода в июле 1927 года говорил: «Ремонтирует самолёты и моторы завод удовлетворительно, даже лучше старых авиазаводов». Постепенно завод перешёл от единичного ремонта самолётов к серийному. Были введены в эксплуатацию новые цеха, в которых ремонтировались самолёты Р-1, И-2, И-3, Р-5, Р-6, ТБ-1, авиадвигатели М-5, М-11, М-17 и М-34.
1 июня 1928 года Ремонтно-авиационный завод № 3 был переименован в Завод № 35.
28 мая 1934 года приказом по Главному авиационному управлению Наркомтяжпрома № 28/182 с завода № 39 им. Менжинского на завод № 35 было переведено Бюро особых конструкций (БОК), основным направлением работ которого было создание летательных аппаратов для стратосферных и сверхдальних полётов. Главным конструктором завода № 35 был утверждён В. А. Чижевский.
Первой работой Бюро Особых Конструкций завода № 35 стала модернизация гондолы от стратостата СССР-1 с целью её использования на стратостате СССР-1бис, совершившем полёт 26 июня 1935 года. В дальнейшем, в Смоленске были разработаны и построены первый в СССР стратоплан БОК-1 с гермокабиной, самолёт схемы «летающее крыло» БОК-5, экспериментальный высотный самолёт БОК-7, рекордный самолёт БОК-15 для кругосветного перелёта, гондолы стратостатов СССР-2 и СССР-3.
Для ознакомления с экспериментальными самолётами и их испытаний на завод приезжают прославленные лётчики: В. П. Чкалов, М. М. Громов, А. Б. Юмашев, П. Д. Осипенко, Г. Ф. Байдуков, П. М. Стефановский, С. А. Данилин, И. Т. Спирин, А. В. Беляков.
В феврале 1938 года БОК переводится из Смоленска в Подлипки Московской области и вводится в состав КБ-29.
Зимой 1937—1938 годов заводу было поручено изготовить несколько экземпляров облегчённого варианта серийного самолёта Р-5 для снятия с дрейфующих льдов группы И. Д. Папанина. В составе экспедиции на ледоколе «Таймыр» находился обеспечивавший эксплуатацию приспособленных для арктических полётов Р-5 сборщик-механик М. А. Елисеев. В связи с этим в апреле 1938 года он был награждён орденом Трудового Красного Знамени, став первым орденоносцем среди смоленских авиастроителей.
В 1938—1939 годах завод освоил ремонт самолётов СБ, И-15, И-16, моторов М-100, М-25. В 1939—1941 годах на заводе велась подготовка производства к крупносерийному выпуску новейших для того времени самолётов Ил-2, но начавшаяся война сорвала эти планы. Фронт быстро приближался к Смоленску, и завод был эвакуирован. Уже 7 июля 1941 года первая часть эвакуированных работников была зачислена в штат строившегося в Куйбышеве завода № 122. Смоляне составили 90 % квалифицированной рабочей силы нового предприятия. Полностью вывезенные с завода № 35, оборудование и оснастка по Ил-2 позволили практически в чистом поле приступить к выпуску боевых самолётов. В октябре 1941 года коллективы заводов № 35 и № 122 вошли в состав завода № 1, эвакуированного из Москвы (ныне самарский завод «Прогресс»).
Более 500 работников завода ушли на фронт, многие работали в авиаремонтных полевых бригадах, некоторые выполняли задания в тылу врага.
25 сентября 1943 года советские войска освободили Смоленск. Завод был разрушен до основания: из 23-х крупных производственных зданий не осталось ни одного, общий ущерб составил 46 млн руб. Благодаря инициативе директора завода М. А. Филатова, 3 февраля 1944 года вышло постановление ГКО, а 10 марта 1944 года издан Приказ № 181 НКАП об организации на базе бывшего самолётостроительного завода № 35 в Смоленске завода по ремонту самолётов и моторов. Уже весной 1944 года под открытым небом был налажен ремонт самолётов Ил-2, Ла-5, Ла-7, Як-7. Восстановленные машины улетали прямо на фронт.
В 1946—1947 годах освоен ремонт самолётов Як-3, Як-9, Як-11 (за 3 послевоенных года отремонтировано около 400 машин), проводятся работы по переоборудованию в сельскохозяйственный вариант самолётов По-2.
После окончания войны ремонт самолётов и моторов сокращается и полностью прекращается в 1949 г. Завод приступает к выпуску аэродромного оборудования: лестниц-стремянок, самолётных колодок, подъёмников, бензообогревателей, привязных ремней пилота, уголковых отражателей, лыж и запчастей к самолёту По-2. Выпускаются большими партиями стартовые тележки для запуска реактивных двигателей (в 1950-65 годы поставлено более 6000 комплектов), специальные кузова на базе ЗИС-150 для прожекторных установок ЛУЧ-1 (в 1950 г. выпущено 60 комплектов), установки для проверки гидросистем самолётов, бомбовые тележки. Возвращение из эвакуации квалифицированных рабочих и специалистов, восстановление цехов и оснащение завода позволили выполнить задание по выпуску планёров А-2 (в 1949-51 годах выпущено более 200 шт.) и ВА-3/48, планёров-мишеней ПМ конструкции Г. И. Бакшаева.
Приказом МАП № 352 от 3 июня 1954 года заводу было дано новое ответственное задание[какое?], которое в дальнейшем определило его профиль.
В 1954 году создаются новые цеха: плазово-шаблонный, стапельный, агрегатно-сборочный, заготовительно-штамповочный.
В 1956 году завод достиг довоенного уровня выпуска продукции.
В 1960 году на заводе организуется специализированное электротехническое производство — выпускаются автоматические установки и наземные комплексы, системы электропитания и автоматического контроля, счётно-решающие устройства. В дальнейшем оно выделилось в самостоятельное предприятие (завод «Измеритель»).
Завод участвовал в подготовке производства и изготовлении агрегатов самолёта Ил-62. В Смоленске была выпущена опытная партия крыльев и оперения для Як-36.
С 1965 года завод осваивает серийный выпуск комплектов крыла для пассажирского самолёта Як-40.
В 1966—1968 годах для северных районов СССР были выпущены аэросани-амфибии разработки ОКБ Туполева, поставлявшиеся и на экспорт (в Финляндию).
С 1967 года на заводе налажено массовое производство сувенирной продукции (нагрудных знаков, юбилейных медалей и т. п.). В отдельные годы объём выпуска превышал 1 млн шт. За освоение выпуска новой техники и перевыполнение заданий восьмой пятилетки Смоленский авиационный завод в 1971 году награждён орденом Трудового Красного Знамени.
В 1972 году завод в сжатые сроки произвёл подготовку и запуск в производство самолёта Як-18Т, совершившего первый полёт в мае 1973 года. До 1983 года было выпущено более 500 машин, эксплуатировавшихся всеми лётными училищами Гражданской авиации СССР.
В 1973—1974 гг. изготовлена опытная партия крыльев для спортивно-пилотажного самолёта Як-50.
В 1975 году в честь XXV съезда КПСС коллектив завода досрочно изготовил комплект стреловидного крыла, оперения и мотогондол для самолёта Як-42. Первый предсерийный самолёт взлетел с аэродрома Смоленского авиазавода 26 октября 1976 года.
До 1982 года завод выпускал как готовые Як-42, так и комплекты консолей крыла, поставлявшиеся в рамках сложившейся кооперации на Саратовский авиационный завод. Затем в Смоленске было сосредоточено только производство консолей крыльев и воздушных каналов среднего двигателя для Як-42.
Начиная с 1980 года, на заводе разворачивается изготовление крыла, хвостового оперения и сборочных элементов фюзеляжа многоразового воздушно-космического самолёта «Буран».
В 1984 году начинается подготовка производства к выпуску высотного самолёта М-55 «Геофизика», разработанного ЭМЗ им. Мясищева. Первый полёт М-55 состоялся в 16 августа 1988 году.
В 1992 году на заводе организована доработка самолётов Як-40 в вариант Як-40Д с увеличенным объёмом топливных баков под заправку 6 т. топлива. В рамках конверсии налажено производство автоматизированных настилочных комплексов «Комета» и мерильно-браковочных машин МК-001РС для лёгкой и текстильной промышленности.
В 1993 году для поставки на экспорт возобновлено производство самолётов Як-18Т, а также выпущена опытная партия легкомоторных самолётов Як-112 разработки ОКБ им. А. С. Яковлева.
28 декабря 1993 года в Смоленске совершил первый полёт лёгкий многоцелевой самолёт СМ-92 «Финист», разработанный под руководством В. П. Кондратьева. На заводе развернуто его серийное производство. В 1995 году изготовлен патрульный вариант СМ-92П для ФПС РФ.
В 1995 году был выпущен опытный самолёт СМ-94-1, представляющий собой модификацию Як-18Т. Завод принял участие в изготовлении первого опытного самолёта Як-130, взлетевшего 26 апреля 1996 года.
С 1996 года производится комплексная доработка самолётов Як-40 в административный вариант, включающая в себя установку радиооборудования для полётов по международным линиям, оборудование салона бизнес-класса и наружную окраску полиуретановыми эмалями.
В 2000 году создан совместно с ОКБ «Сухого» сельскохозяйственный самолёт Су-38.
В мае 2000 года возобновлено изготовление товаров народного потребления. Производится оборудование для лёгкой промышленности, широкий ассортимент складной металлической мебели и товаров для рыбалки.
В 2002 году завод принимает участие в программах Як-130 и Ту-154М по изготовлению законцовок крыла.
6 марта 2002 года первый полёт совершает СМ-92Т «Турбо-Финист» — семиместный самолёт, предназначенный для перевозки пассажиров и грузов на региональных авиалиниях, для патрулирования, тренировки парашютистов.
В 2003 году ОАО «СмАЗ» представил на авиасалоне МАКС-2003 семейство новых самолётов, изготовленных по разработке ООО НКФ «Техноавиа» (главный конструктор — В. П. Кондратьев): СМ-2000, СМ-2000П, СП-55М, СМ-92, СМ-92Т «Турбо-Финист».

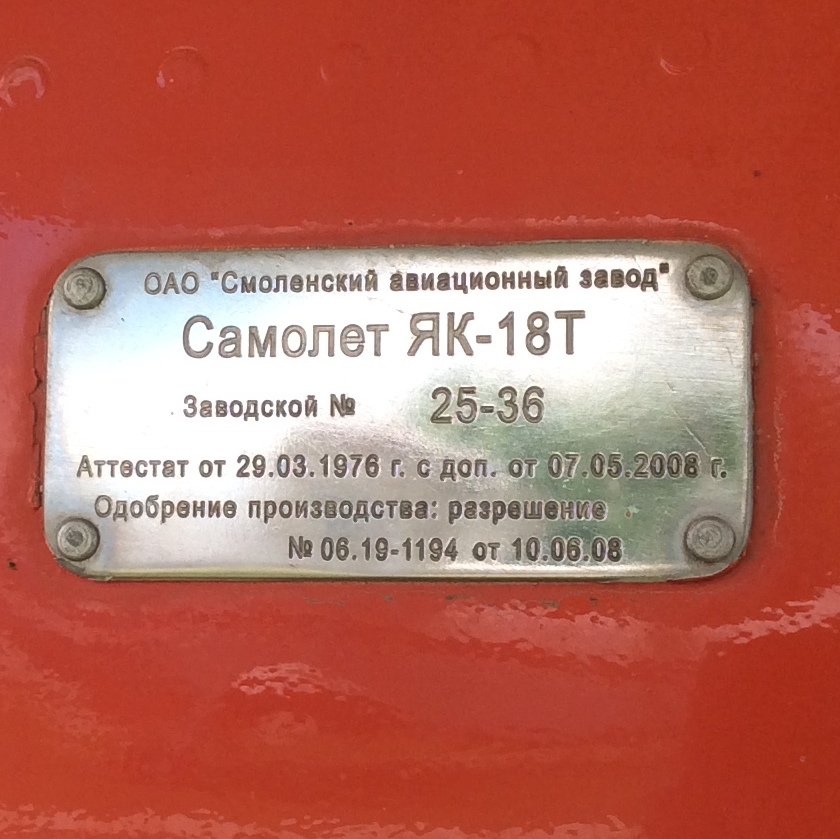
Шильдик авиазавода на корпусе самолёта Як-18, Краснокутское лётное училище гражданской авиации

В мае 2004 года Указом Президента РФ предприятие включено в состав ОАО «Корпорация „Тактическое вооружение“».
Летом 2004 года проведены испытания шестиместного гидросамолёта СМ-92 на поплавковом шасси, обеспечивающем посадку на воду, и СМ-92 — амфибийный вариант, обеспечивающем посадку на грунтовые аэродромы и неподготовленные площадки.
Сентябрь 2004 года — завод принимает участие в Гидроавиасалоне-2004.
В декабре 2004 участвует в III Международном Сибирском авиационно-космическом салоне «САКС-2004», где представляет направление лёгкой авиации.
В 2006 году ОАО «СмАЗ» выиграло конкурс на производство самолётов первоначального обучения, были заключены контракты на поставку самолётов Як-18Т 36 серии лётным училищам гражданской авиации (изготовлено 60 и модернизировано 11 самолётов).
18 декабря 2008 года самолёт СМ-92Т сертифицирован для пассажирских перевозок, ООО НКФ «Техноавиа» получила сертификат типа Авиационного Регистра Межгосударственного Авиационного Комитета (АР МАК) № СТ294-СМ-92Т.

## Деятельность
26 мая 2009 года создано совместное российско-чешское предприятие «CONSUL GROUP OF COMPANIES S.R.O» с участием фирмы «Orbis Avia», Чехия (производило самолёты СМ-92 «Финист»).
За постоянное участие в Международном авиационно-космическом салоне («МАКС») в 2013 году ОАО «СмАЗ» награждено дипломом и юбилейной медалью «МАКС 20 лет».
В настоящее время[когда?] предприятие продолжает работу по развитию малой авиации и обеспечению государственного оборонного заказа.

## Санкции
24 марта 2022 года, из-за российского вторжения на Украину, предприятие было включено в санкционный список США. 27 июня 2022 года СмАЗ попал в санкционный список Канады «за роль в содействии или поддержке неспровоцированного и неоправданного вторжения России в Украину». 18 декабря 2023 года СмАЗ включён в санкционный список всех стран Евросоюза так как он «производит ракеты Х-59, которые использовались Вооруженными силами России во время агрессивной войны против Украины».
Также, по аналогичным основаниям, предприятие находится под санкциями Украины, Японии, и Швейцарии.

## Самолеты, производимые заводом
| Модель самолета | Фото | Дата первого полета  | Дата ввода в эксплуатацию | Годы производства | Кол-во построенных самолетов | Кол-во самолетов в эксплуатации |
| --------------- | ---- | -------------------- | ------------------------- | ----------------- | ---------------------------- | ------------------------------- |
| СМ-92 Финист    |      | 28 декабря 1993 года |                           |                   | 30                           |                                 |
| СМ-2000         |      | 2003 год             |                           |                   |                              |                                 |

## Руководство
Известные работники:
- В 1956—1985 гг. на заводе работал Герой Социалистического Труда Анатолий Романов.